# Omari Johnson
Omari Johnson, né le 26 novembre 1989, à Kingston, en Jamaïque, est un joueur jamaïcain naturalisé américain de basket-ball. Il évolue au poste d'ailier. 

## Palmarès
- All-LNB Second Team 2012
- Meilleur contreur de la LNB 2012